# 周爱民 (1911年)
周爱民（1911年—2001年），男，江西兴国人，中华人民共和国政治人物，曾任南京市人民委员会副市长，南京市政协主席，第五届全国政协委员。